# Одраница
Одраница е село в Западна България. То се намира в община Земен, област Перник. Сред старите наименования на селото са запазени имената Удранци, Одранча, Одранче, като се предполага, че вероятно името произлиза от жителско име Одране или от думата Одър – одър/дървено легло/вид подвижна колиба; или от думата одрина – обор/сеновал, обор’; също така вероятен произход е и от първоначално местно наименование Одър – като земеписен термин, като местното наименование Одрища в Радомирско – за равно място или място, където почива добитък. 

## География
Село Одраница се намира в планински район.

## История
В района е открито е късноантично селище – разкривани са масивни стени, керамика и монети. На най-високата част на местността „Чешмата“ ясно се очертават стени на монументална сграда. Открит е и водопровод. Имало е и керамична работилница. 
Съществува легенда, че името Одраница селото носи от една случка, когато турци изнасилват местна жена. Бандата е настигната от разгневените мъже и изнасилвачите са заковани в гората над селото, и одрани живи. На същото място е издигнат манастир.
В турските регистри селото е записвано като: Удранци в 1570 г.; Одранча, Одранче в 1576 г.

## Културни и природни забележителности
- Одранишки манастир.

## Редовни събития
- Селски събор – провежда се ежегодно на Петровден.